# Drasteriodes medialis
Drasteriodes medialis är en fjärilsart som beskrevs av George Francis Hampson 1908. Drasteriodes medialis ingår i släktet Drasteriodes och familjen nattflyn. Inga underarter finns listade i Catalogue of Life.